# Sokyrnyzja
Sokyrnyzja (ukrainisch Сокирниця; russisch Сокирница Sokirniza, ungarisch Szeklence, slowakisch Sekernice, Sokyrnica) ist ein Dorf in der ukrainischen Oblast Transkarpatien mit 4205 Einwohnern (2023).

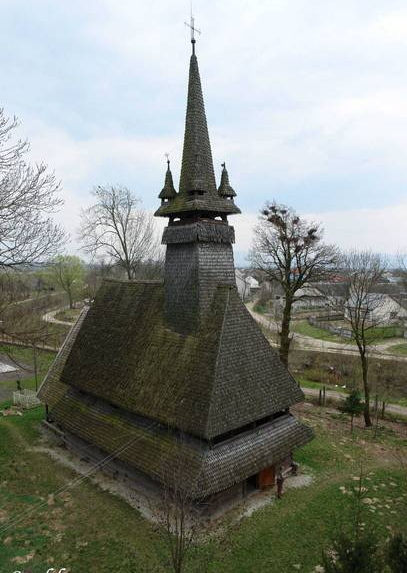
St. Nicholas-Holzkirche

Im Dorf befindet sich die denkmalgeschützte Holzkirche St. Nicolas von 1704.

## Geographie
Am 12. Juni 2020 wurde das Dorf ein Teil neu gegründeten Stadtgemeinde Chust im Rajon Chust; bis dahin bildete es die Landratsgemeinde Sokyrnyzja (Сокирницька сільська рада/Sokyrnyzka silska rada).
Sokyrnyzja liegt auf 183 m Höhe am Ufer der Bajlowa (Байлова), nahe deren Mündung in die Theiß und an der Fernstraße N 09. Das Rajonzentrum Chust liegt 11 km nordwestlich und das Oblastzentrum Uschhorod 122 km nordwestlich von Sokyrnyzja. Das Dorf besitzt eine Bahnstation an der Bahnstrecke Debrecen–Sighetu Marmației.

## Geschichte
Bis 1919 gehörte die Ortschaft in der historischen Region Maramureș zum ungarischen Teil des Kaiserreich Österreich-Ungarn und anschließend als Teil der Karpato-Ukraine zur Tschechoslowakei. Durch Annektierung kam sie zwischen 1939 und 1945 wieder an Ungarn. 1945 wurde die Ortschaft Teil der Ukrainischen SSR innerhalb der Sowjetunion und seit 1991 gehört das Dorf zur unabhängigen Ukraine.